# Los Lagos
Los Lagos (hiszp. Región de Los Lagos) – jeden z 16 regionów Chile (X w kolejności). Znajduje się tutaj druga pod względem powierzchni wyspa Chile, Chiloé i drugie co do wielkości jezioro, Llanquihue. Jego stolica to Puerto Montt, a oprócz tego miasta pozostałymi ważnymi ośrodkami miejskimi są: Osorno, Castro, Ancud i Puerto Varas. Na północy graniczy z regionem Los Ríos, na południu z regionem Aysén, na zachodzie z Oceanem Spokojnym, a na wschodzie z Argentyną.
Region dzieli się na cztery prowincje: 
- Osorno
- Llanquihue
- Chiloé
- Palena